# Soponya
Soponya is een plaats (nagyközség) en gemeente in het Hongaarse comitaat Fejér. Soponya telt 2057 inwoners (2001).

## Geboren
- Aladár Zichy (1864-1937), Hongaars minister
- János Zichy (1868-1944), Hongaars minister